# Adobes
Adobes es un municipio y localidad española de la provincia de Guadalajara, en la comunidad autónoma de Castilla-La Mancha. El término municipal tiene una población de 28 habitantes (INE 2024).

## Historia
Se encontraba situado en la sexma de la Sierra, una de las cuatro divisiones territoriales existentes en el Señorío de Molina para la administración de bienes comunes.
A mediados del siglo XIX, el lugar tenía contabilizada una población de 218 habitantes. Aparece descrito en el primer volumen del Diccionario geográfico-estadístico-histórico de España y sus posesiones de Ultramar de Pascual Madoz de la siguiente manera:

ADOVES: l. con ayunt. de la prov. de Guadalajara (26 leg.), part. jud. de Molina (5), aud. terr. y c. g. de Madrid (37); adm. de rent. y dióc. de Sigüenza (16); sit. en una altura de pedriza á la vista de un pequeño valle, donde le baten libremente todos los aires, de clima sano, aunque frio: le componen 60 casas de un solo piso, y de ninguna alineacion entre sí; la consistorial es pequeña y sirve para cárcel y escuela; á esta concurren 20 niños; la desempeña el sacristan que solo recibe la retribucion de 3 celemines de trigo por cada niño: la parr., sit. al S. es antiquísima y de sólida construccion; está dedicada á Sta. Cristina y servida por un cura de concurso general: en los afueras está la ermita de Ntra. Sra. de la Soledad. Confina el term. por N. con el de Tordellego; E. con el de Tordesillos, S. con el de Piqueras, y O. con el del cas. de Montuy, distando sus lim. en todas direcciones 1 1/2 leg.; le riegan los arroyos Molinillo y Orihuela; brotan ademas 4 manantiales de buen agua, y uno de ellos que nace al pie de la colina en que se halla la pobl. surte á los naturales para su consumo. El terreno es muy quebrado, de piedra caliza, escepto el valle que está frente al pueblo, y las cortas cañadas que se cultivan, pero abunda en montes de encina de la mejor calidad y muchos pinares. Los caminos son escabrosos según la naturaleza del terreno, y todos locales: se toma la correspondencia en la estafeta de Molina por medio de un cartero. Prod. trigo, centeno, cebada, avena y legumbres; se mantienen 2600 cabezas de ganado lanar, 30 de vacuno y 60 de asnal y mular, y abunda en perdices, conejos y algunos lobos: ademas de la ind. agrícola, tiene 3 molinos harineros sit. en el arroyo Molinillo. Pobl. 51 vec.: 218 alm.; cap. prod. 1.053,360 rs., imp. 51,320. contr. 2,100 rs. 15 mrs. vn.
(Madoz, 1845, p. 85)

## Patrimonio natural
Existe fauna cinegética mayor y menor. A menos de 15 km de la localidad se puede visitar el parque natural del Alto Tajo, territorio de gran riqueza vegetal y faunística.
Cabe señalar también El Pinillo, el monte donde convergen los términos municipales de Adobes, Alcoroches, Alustante y Piqueras; El Ojillo, pequeño manantial natural de agua en un lugar adaptado para hacer barbacoas y picnics; El Ojo, manantial de agua dependiente del ciclo de lluvias insertado entre gargantas de piedra y que en décadas pasadas alimentaba un molino de agua utilizado para moler grano (actualmente quedan las ruinas); El Pairón del Cura, lugar donde apareció asesinado un vicario hace varios siglos y en el que se encuentra una escultura en su memoria; y La Dehesa (o Dehesa Somera), reserva municipal natural a las afueras de la localidad.

## Patrimonio histórico
La iglesia parroquial es de estilo renacentista, con retablo barroco; también existe una ermita.

## Accesos
Desde la N-211 girar hacia la CM-2112 en El Pobo de Dueñas y dirigirse hacia Setiles. Una vez pasado éste girar hacia la carretera local que conduce hacia Adobes.
Desde la A-1511 desde Bronchales (población de gran importancia turística) hacia Orihuela del Tremedal, giraremos hacia la derecha en la intersección existente antes de entrar en Orihuela en dirección a Alustante/El Pobo. Al llegar a Alustante tendremos dos posibilidades:
La primera será coger la pista forestal que desde Alustante nos llevará hasta la "Cruz de Hierro", que delimita los términos de Adobes y Piqueras en la carretera que une ambas poblaciones.
La segunda será desviarnos de la carretera hacia la izquierda (antes de entrar en el centro urbano de Alustante) y tomar la carretera que se dirige hacia Alcoroches. Cruzar la localidad en dirección a Traíd, y algunos kilómetros después de dejar atrás Alcoroches, tomar el desvío hacia la derecha por carretera que nos conducirá hacia Piqueras y Adobes.

## Demografía
Adobes cuenta con una población de 28 habitantes (INE 2024).
| Gráfica de evolución demográfica de Adobes entre 1842 y 2021                                                        |
| |
| Población de derecho según los censos de población del INE Población de hecho según los censos de población del INE |

## Fiestas patronales
Las fiestas patronales de Adobes son el segundo fin de semana de agosto